# Nikica Kalogjera
Nikica Kalogjera (Beograd, 19. svibnja 1930. – Zagreb, 27. siječnja 2006.), bio je hrvatski skladatelj zabavne i filmske glazbe, dirigent, aranžer i glazbeni producent.
U svojoj karijeri Kalogjera je napisao preko tisuću skladbi, dobitnik je brojnih domaćih i inozemnih nagrada, u inozemstvu je snimio više od 500 skladbâ, a od tog broja najviše s Festivala zabavne glazbe Split. Prvu ploču snimio je 1952. godine za diskografsku kuću Jugoton, zajedno s Ivom Robićem s kojim kasnije surađuje gotovo pola stoljeća. Također je pisao filmsku glazbu, glazbu za kazalište, televizijske drame i serije.
Završio je Glazbenu akademiju i doktorirao je na Medicinskom fakultetu Sveučilišta u Zagrebu. Kao liječnik radio je kratko vrijeme u bolnici Sveti Duh u Zagrebu, međutim glazbu je volio još kao mali i kasnije više nije mogao bez nje.

## Životopis
Nikica Kalogjera rodio se 19. svibnja 1930. godine u Beogradu. Završio je Glazbenu akademiju u Zagrebu, gdje je studirao kompoziciju u klasi Frana Lhotke i dirigiranje u klasi Friedricha Zauna. Doktorirao je na Medicinskom fakultetu Sveučilišta u Zagrebu, ali je svoj život i karijeru posvetio zabavnoj glazbi.
Godine 1952. radi kao pijanist u ansamblima zabavne glazbe tadašnje Radiotelevizije Zagreb (danas Hrvatske radiotelevizije). Od 1954. godine u istoj kući radi kao aranžer, dirigent, te urednik i producent, a do 1957. ravna Plesnim orkestrom RTV Zagreb. Bio je to također i prvi orkestar u povijesti radija, a kasnije i televizije, koji je svirao po notama i aranžmanima, jer do tada se improviziralo.
Prvu ploču snima 1952. godine zajedno s Ivom Robićem za tadašnju diskografsku kuću Jugoton. Suradnja s Robićem i diskografskom kućom Jugotonom (kasnije Croatia Records), nastavlja se još gotovo pola stoljeća. Sudjelovao je na gotovo svim festivalima u zemlji ali najveće uspjehe imao je na Festivalu zabavne glazbe Split. Skladbama „Maškare”, „Nima Splita do Splita”, „Veslaj”, „Moje suze” i „Nono, dobri moj nono” skladateljski i aranžerski ima veliki utjecaj na kasniju festivalsku produkciju. Za Krapinski festival napisao je velike uspješnice „Mi smo dečki”, „Zdravica”, „Jesi videl”, „Kaj nam pak moreju”, „Popevke zvoniju” i mnoge druge, a za slavonske festivale napisao je „Šokica”, „Čingli-lingi čarda”, „Tvrđa” i „Što si nano udala me rano”. Godine 1962. Kalogjera je bio prvi nagrađeni skladatelj na Splitskom festivalu sa skladbom „Sedam galebova”, za koju je dobio 1. nagradu stručnog ocjenjivačkog suda i 2. nagradu publike. Također je autor himne splitskog festivala „Nima Splita do Splita”. Za klapsko pjevanje napisao je skladbe „Vratija se Šime”, „Ćakule”, „Marenda” i „Ludo more”, a vrlo su popularne i skladbe posvećene gradovima: „Nima Splita do Splita”, „Serbus Zagreb” i „Ljubljanski zvon”.
Utemeljitelj je Adria Sounda, koji je postao brand i zaštitni znak njegovih skladbi u Njemačkoj, Francuskoj, Beneluxu i Španjolskoj. Više od 500 njegovih skladbi objavile su strane izdavačke kuće u izvedbama stranih pjevača poput Mireille Mathieu, Claudio Villa, Loretta Goggi, Tony Christie, Ricardo del Turco, Sofia Rotaru, Edith Pieha, Severine (Francuska), Teruko Fujii (Japan), Jorge Bem (Brazil), ansambl kazališta Semafor (Prag) ali i domaćih interpretacija koje predvode Ljupka Dimitrovska, Tereza Kesovija, Miro Ungar, Ivica Šerfezi i Dubrovački trubaduri. Pisao je glazbu za kazalište, televizijske drame i serije kao i filmsku glazbu (Čovik od svita, Goli čovjek, Put u raj, Lov na jelene, Kapetan Mikula Mali)
Godine 1958. u kazalištu Varijet (danas Kerempuh) vodi priredbe pod nazivom Prvi pljesak iz kojih je proizašlo mnogo mladih interpreta zabavne glazbe poput poput Marka Novosela, Ivice Šerfezija, Zdenke Vučković, Tonija Kljakovića, Zvonka Špišića, Karla Metikoša, Kvarteta 4M i mnoge druge.
Organizirao je i prva snimanja duhovne te domoljubne glazbe na HRT-u 1990-ih godina, te je jedan od utemeljitelja Simfonijskog puhačkog orkestra Hrvatske vojske. Bio je desetak godina dirigent, aranžer i producent tradicionalnog Božićnog koncerta u Ciboni.
Nikica Kalogjera član je Hrvatskog društva skladatelja, Hrvatske glazbene unije i Hrvatske udruge za zaštitu izvođačkih prava (HUZIP-a). Umro je 27. siječnja 2006. godine nakon duge i teške bolesti u Zagrebu.

## Nagrade
Dobitnik je mnogih domaćih i inozemnih priznanja i nagrada.
- 1970. - Champion de Midem
- 1995. - Nagrada za životno djelo HDS-a
- 1996. - Nagrada za životno djelo na Splitskom festivalu zabavne glazbe
- 2001. - Porin za životno djelo

Prve nagrade na međunarodnim festivalima
- 1970. - Olympiade de la chanson (Atena)
- 1971. - Festival u Viña del Maru (Čile)

## Filmografija
- 1965. - Čovik od svita
- 1968. - Goli čovjek
- 1970. - Put u raj
- 1972. - Lov na jelene
- 1974. - Kapetan Mikula Mali

## Vanjske poveznice
- LZMK / Hrvatski biografski leksikon: Kalogjera, Nikica (Niko)
- Kalogjera, Nikica (Nikola) Hrvatska enciklopedija. LZMK
- LZMK / Proleksis enciklopedija: Kalogjera, Nikica
- arhiva.porin.info – Dobitnici nagrada za životno djelo: Nikica Kalogjera
- HDS ZAMP: Nikica Kalogjera (popis djela)